# Garevo
Garevo (Servisch: Гарево) is een plaats in de Servische gemeente Veliko Gradište. De plaats telt 280 inwoners (2002).